# Dieter Quester
Dietrich "Dieter" Quester, född 30 maj 1939 i Wien, är en österrikisk racerförare.

## Racingkarriär
Quester blev mästare i ETCC 1968, 1969, 1977 och 1983.
Han skulle kört en BMW formel 2-bil i Tysklands Grand Prix 1969 men på grund av att stallkamraten Gerhard Mitter omkommit under träningen drog sig BMW tillbaka från tävlingen. Quester körde senare ett formel 1-lopp säsongen 1974. Han körde då en Surtees-Ford i hemmaloppet i Österrike 1974, i vilket han kom nia.

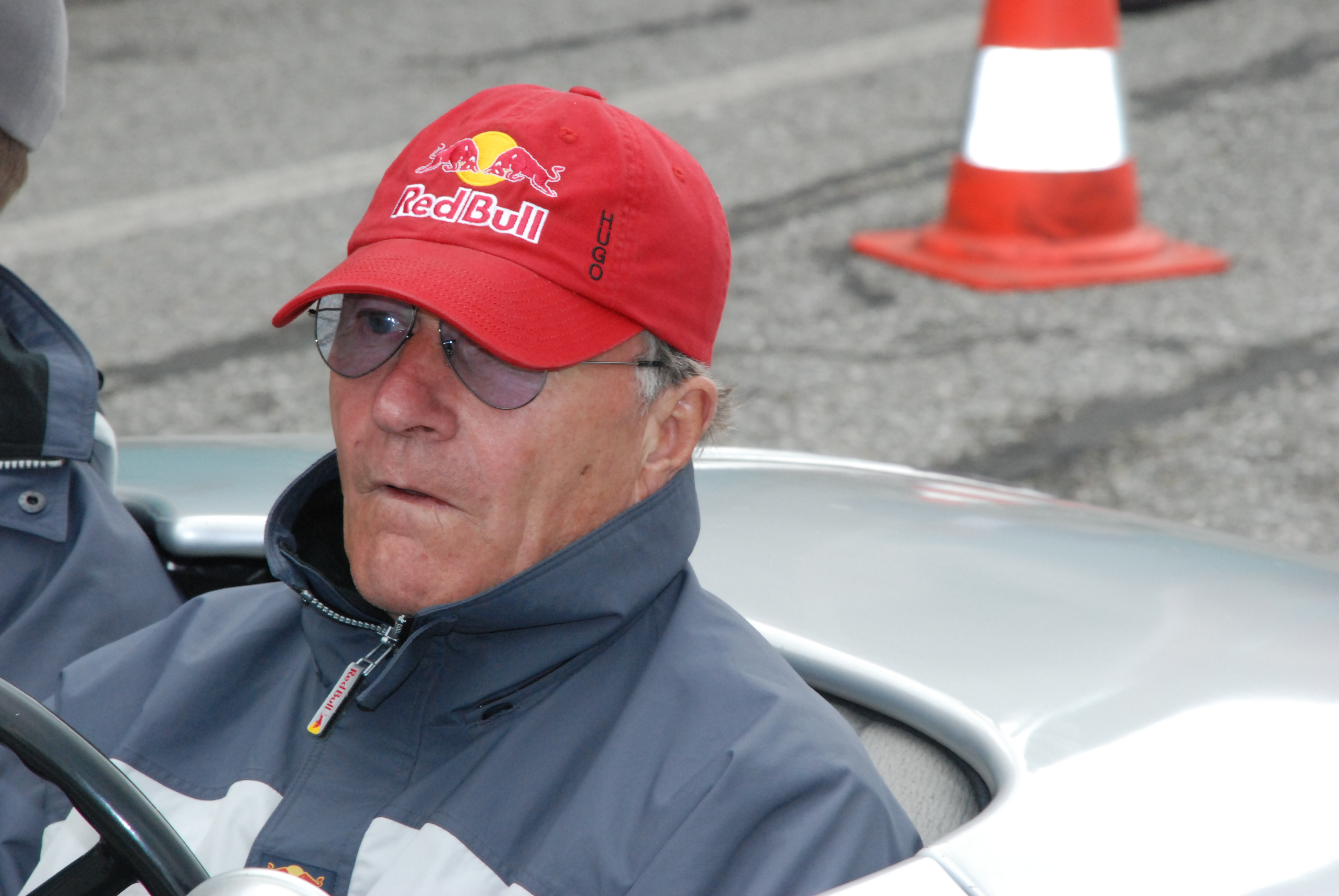
Dieter Quester, 2008